# Zelandotipula gracilipes
Zelandotipula gracilipes är en tvåvingeart som först beskrevs av Walker 1837.  Zelandotipula gracilipes ingår i släktet Zelandotipula och familjen storharkrankar. Inga underarter finns listade i Catalogue of Life.